# Hermann Pfannmüller

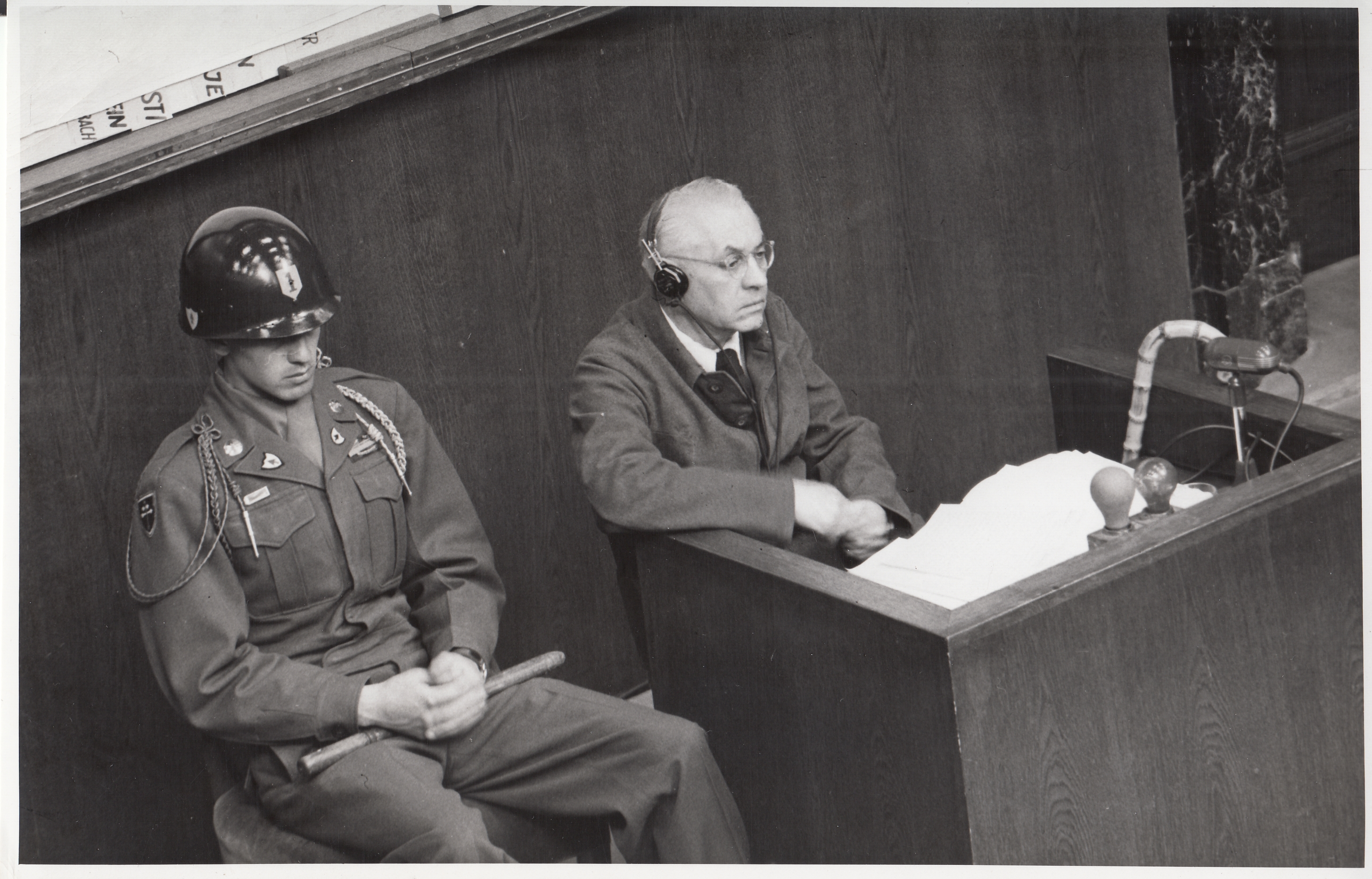
Hermann Pfannmüller 1947 als Zeuge im Nürnberger Ärzteprozess

Hermann Pfannmüller (* 8. Juni 1886 in München; † 10. April 1961 ebenda) war ein deutscher Psychiater und Neurologe. Zur Zeit des Nationalsozialismus war er als Anstaltsdirektor und T4-Gutachter an Euthanasieverbrechen beteiligt.

## Leben
Pfannmüller studierte nach dem Abschluss seiner Schullaufbahn bis 1911 Medizin unter Emil Kraepelin und promovierte mit der Dissertation Beeinflussung des N-Stoffwechsels im Infektionsfieber durch abundante Kohlehydratzufuhr an der Poliklinik München 1913 zum Dr. med. Ab 1913 arbeitete er in den Nassau’schen Heil- und Pflegeanstalten Weilmünster im Beamtenverhältnis. Von Oktober 1916 bis 1920 war Pfannmüller in der Heil- und Pflegeanstalt Homburg als Anstaltsarzt tätig. Anschließend arbeitete er als Anstaltsarzt in der Heil- und Pflegeanstalt Ansbach. Dort trat er erstmals 1922 der NSDAP bei und war in Ansbach als Kreisleiter der Partei tätig. Ab 1930 war Pfannmüller Oberarzt und stellvertretender Direktor in der Heil- und Pflegeanstalt Kaufbeuren unter Valentin Faltlhauser. 1930 wurde er zum Medizinalrat I. Klasse befördert und trat der NSDAP zum 1. Mai 1933 erneut bei (Mitgliedsnummer 2.564.626). Zudem trat er als Gauredner auf und fungierte als Sturmbannarzt der SA. Ab 1936 war er als ehrenamtlicher Gauamtsleiter der Abteilung „Alkohol- und Rauschgiftbekämpfung“ am Gesundheitsamt Augsburg tätig. Ab dem 1. Februar 1938 war Pfannmüller Direktor der Heil- und Pflegeanstalt Eglfing-Haar bei München und übte diese Funktion bis Anfang Mai 1945 aus.

## Beteiligung an den Euthanasieverbrechen

Schreiben Werner Heydes an den Gutachter Hermann Pfannmüller vom 12. November 1940

Pfannmüller war ein fanatischer Nationalsozialist und Verfechter der „Rassen- und Erbbiologie“. Am 10. August 1939 nahm er an einer Besprechung zur Durchführung der Euthanasieaktion teil. Ab Oktober 1939 ließ er mittels Meldebögen 1119 Patienten aus Eglfing-Haar erfassen, von denen 25 im Januar 1940 die ersten Opfer der Aktion T4 wurden. Vom 18. Januar 1940 bis 20. Juni 1941 wurden 2025 Menschen über die Anstalt Eglfing-Haar in die Tötungsanstalt Grafeneck und die Tötungsanstalt Hartheim überstellt und dort ermordet. Im Januar 1943 wurden in Eglfing-Haar zwei sogenannte Hungerhäuser eingerichtet, in denen 440 Patienten mittels Mangelernährung, die durch den sogenannten Hungerkost-Erlaß von Walter Schultze verordnet worden war, getötet wurden. Weitere Patienten wurden mit überdosierten Schlafmitteln ums Leben gebracht.
Ab Oktober 1940 war der Heil- und Pflegeanstalt Eglfing-Haar die bayernweit erste „Kinderfachabteilung“ angegliedert, wo Pfannmüller im Rahmen der Kinder-Euthanasie 332 Kinder durch Luminal- oder Morphin-Scopolamininjektionen ermordete beziehungsweise dies veranlasste.
Ab dem 17. November 1939 war Pfannmüller als T4-Gutachter und beurteilte anhand der Meldebögen der Patienten anderer Anstalten diese „lebenswert“ oder „lebensunwert“. Pfannmüller setzte seine Gutachtertätigkeit auch nach dem Ende der Aktion T4 fort, so wurde er noch am 8. Februar 1944 als Begutachter bei der „Zentraldienststelle T4“ geführt. Über 4.000 Meldebögen begutachtete Pfannmüller und sprach Tötungsempfehlungen in mehreren tausend Fällen aus.

## Nachkriegszeit
Pfannmüller wurde am 2. Mai 1945 in Eglfing-Haar nach dem Einmarsch der US-Army verhaftet und interniert. Im Mai 1947 sagte Pfannmüller als Zeuge für die Verteidigung während des Nürnberger Ärzteprozesses aus.
Vor dem Schwurgericht München wurde 1949 gegen Pfannmüller wegen der Euthanasieverbrechen verhandelt. Der Verfahrensgegenstand beinhaltete seine Gutachtertätigkeit im Rahmen der Aktion T4, die Überstellung von Patienten in die Tötungsanstalten, die Einrichtung sogenannter Hungerhäuser und die Tötung so genannter „Reichsausschusskinder“ durch Injektionen und Luminalgaben. Pfannmüller wurde im November 1949 wegen Totschlag beziehungsweise Beihilfe zum Totschlag zu sechs Jahren Haft verurteilt. Für die Einrichtung der Hungerhäuser wurde er dagegen nicht bestraft, weil ihm das Gericht damals nicht nachweisen konnte, dass Menschen zu Tode kamen. Durch eine auf Antrag Pfannmüllers durchgeführte Revision des Urteils wurde das Verfahren Mitte März 1950 vom Bayerischen Obersten Landesgericht aufgehoben und zurückverwiesen. Das Schwurgericht am Landgericht München I verurteilte Pfannmüller schließlich am 15. März 1951 zu einer Gesamtstrafe von fünf Jahren Haft unter Anrechnung der Internierungs- und Untersuchungshaft. Ein Zeuge namens Ludwig Lehner, der die Umstände in der Heil- und Pflegeanstalt Eglfing-Haar anlässlich einer Führung 1939 mitbekam, sagte nach Kriegsende folgendes aus:
„In etwa 15–25 Kinderbettchen lagen ebenso viele Kinder von ungefähr 1–5 Jahren. Pfannmüller explizierte in dieser Station besonders eingehend seine Ansichten. Folgende zusammenfassende Aussprüche dürfte ich mir ziemlich genau gemerkt haben, da sie entweder aus Zynismus oder Tölpelhaftigkeit erstaunlich offen waren. Diese Geschöpfe (gemeint waren besagte Kinder) stellen für mich als Nationalsozialisten nur eine Belastung unseres Volkskörpers dar. Wir töten (er kann auch gesagt haben ‚wir machen die Sache‘) nicht durch Gift, Injektionen usw., da würde die Auslandspresse und gewisse Herren in der Schweiz (gemeint war wohl das Rote Kreuz) nur neues Hetzmaterial haben. Nein, unsere Methode ist viel einfacher und natürlicher, wie sie sehen. Bei diesen Worten zog er unter Beihilfe einer mit der Arbeit in dieser Station scheinbar ständig betrauten Pflegerin ein Kind aus dem Bettchen. Während er das Kind wie einen toten Hasen herumzeigte, konstatierte er mit Kennermiene und zynischem Grinsen so etwas wie: Bei diesem z. B. wird es noch 2 – 3 Tage dauern. Den Anblick des fetten, grinsenden Mannes, in der fleischigen Hand das wimmernde Gerippe, umgeben von den anderen verhungernden Kindern kann ich nimmer vergessen. Weiterhin erklärt der Mörder dann, dass nicht plötzlicher Nahrungsentzug angewandt werden würde, sondern allmähliche Verringerung der Rationen.“
 Dr. Pfannmüller, als Zeuge vernommen, bezeichnete den Bericht Lehners als wahrscheinlich nachträgliche Konstruktion eines Gegners und erklärte dazu: Selbst wenn dieses Kind euthanatisch zu beurteilen gewesen ist, würde ich dieses Kind niemals vom Standpunkt des Nationalsozialismus aus in der Frage der Beurteilung gesehen haben, denn die Euthanasie und auch die Dinge des Reichsausschusses haben, meines Erachtens, mit dem Nationalsozialismus nichts zu tun, sondern sie sind, ebenso wie das Gesetz zur Verhütung erbkranken Nachwuchses und das Ehegesundheitsgesetz, gesetzliche Maßnahmen, die unter dem nationalsozialistischen Regime geboren worden sind, deren Ursache aber auf Jahrhunderte schon vorher in der Denkungs- und Überlegungsart zurückgehen.“
In den Prozessen und gegenüber Familienangehörigen bestritt Pfannmüller, der für über 3000 Todesfälle verantwortlich war, seine Beteiligung an den Euthanasieverbrechen.
Hermann Pfannmüller starb knapp 75-jährig im April 1961 in München.